# Stadhuis van Barcelona

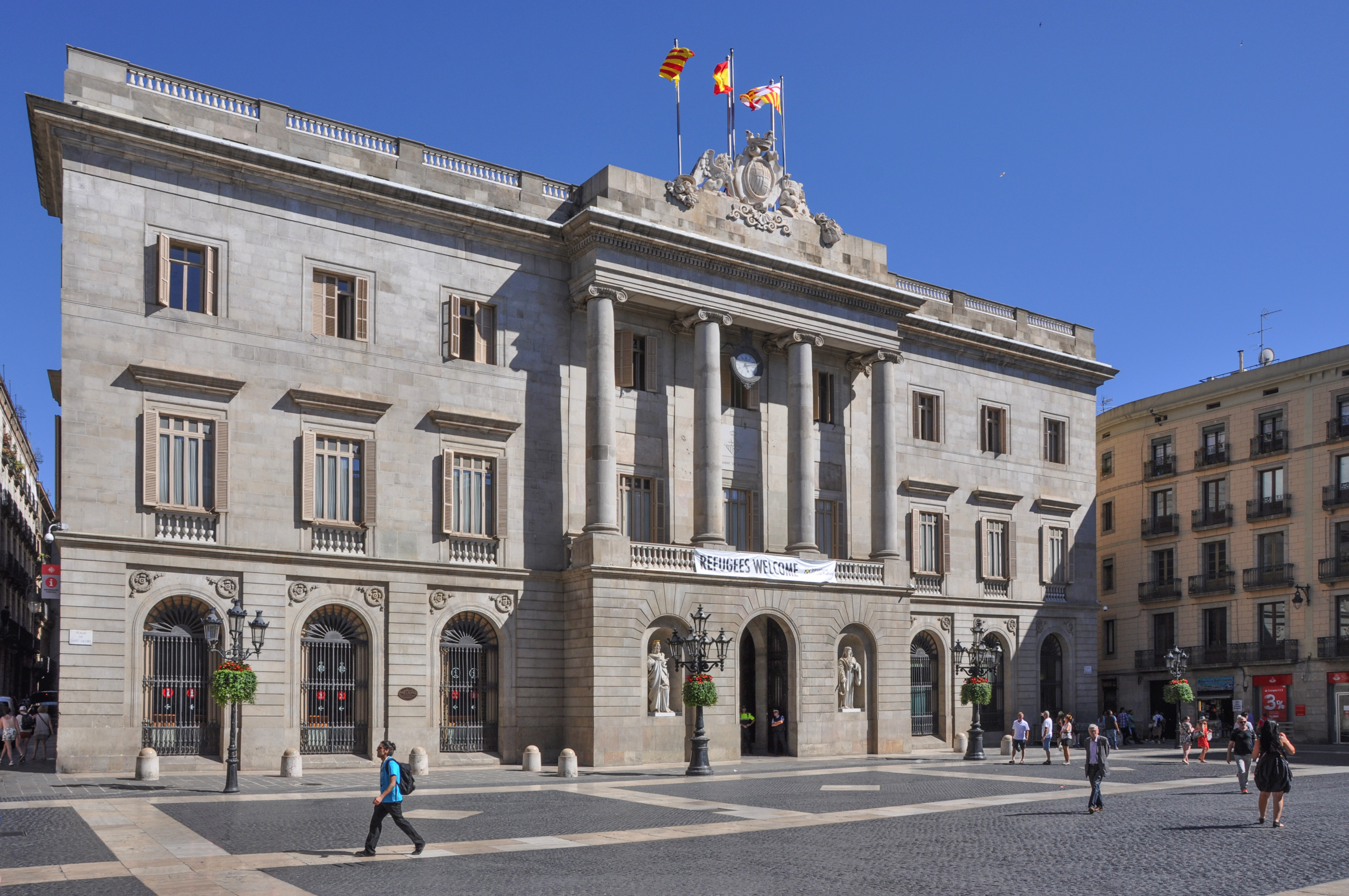
Stadhuis van Barcelona

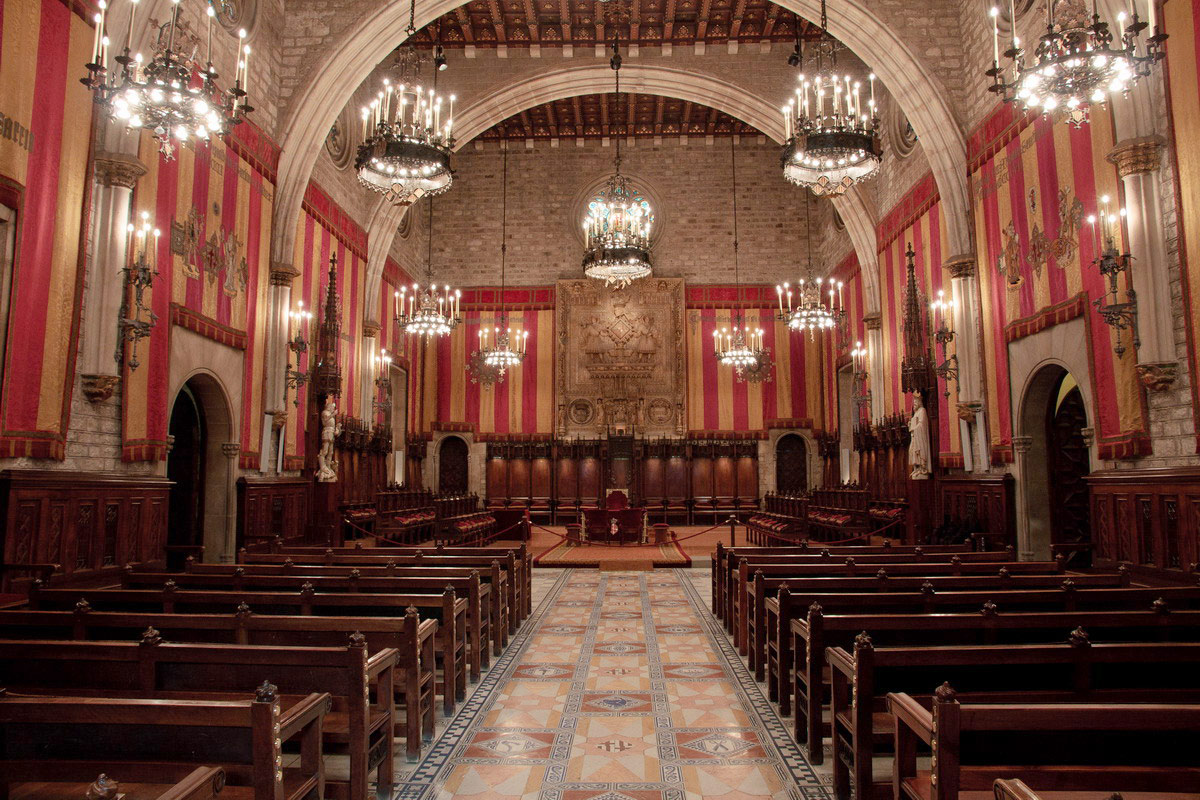
Raadszaal

Het Stadhuis van Barcelona (Catalaans: Casa de la Ciutat) is waar het gemeentebestuur van de Catalaanse hoofdstad en gemeente Barcelona in Spanje gehuisvest is. Het gebouw ligt in de oude binnenstad in de wijk Barri Gòtic, aan de Plaça de Sant Jaume, tegenover het gebouw van het bestuur van de autonome gemeenschap Catalonië, het Palau de la Generalitat.
De voorgevel van het gebouw is van 1847, maar de eerste delen zijn al in 1369 gebouwd om de Consell de Cent, de voorloper van de gemeenteraad, in te huisvesten. De middeleeuwse gotische raadszaal, de Saló de Cent, wordt nog steeds gebruikt door de gemeenteraad. 